# Đánh cá bằng hóa chất

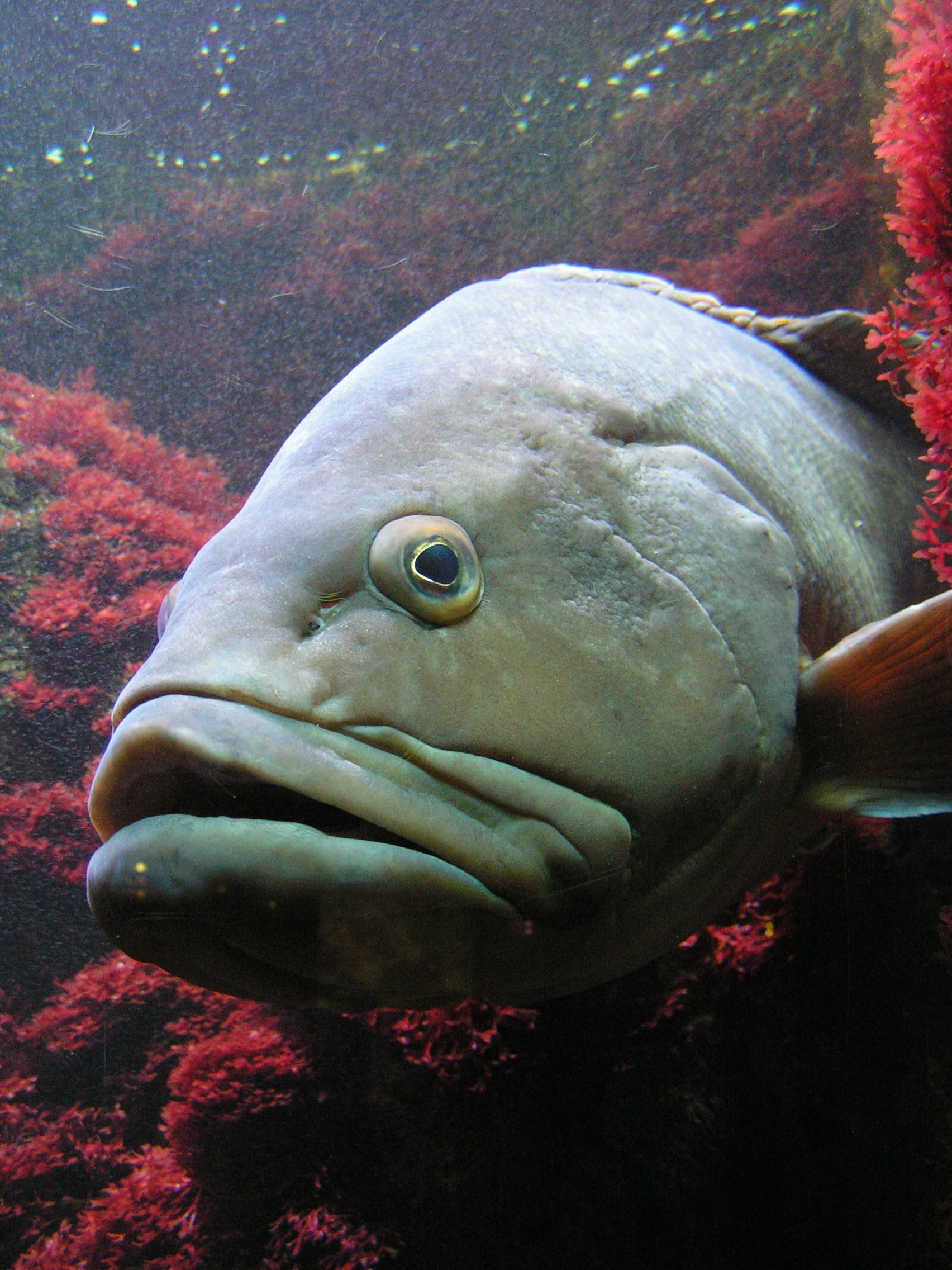
Chỉ cần xịt Cyanide vào mặt con cá mú lớn, nó sẽ bất tỉnh tại chỗ và có thể bắt dễ dàng

Đánh cá bằng hóa chất hay còn gọi là đánh cá bằng Cyanide (Cyanit) hay còn gọi là đánh cá bằng thuốc trừ sâu là phương pháp đánh bắt cá thông qua việc rải các hóa chất xuống khu vực có cá và làm cá chết hàng loạt để vớt lấy cá. Đây là phương pháp đánh bắt gây nguy hại cho hệ cá và hệ sinh thái nói chung. Hóa chất được sử dụng phổ biến là Cyanit, một loại axit của Cyanide là chất độc cực mạnh, công thức phổ biến là NaCN (Natri Cyanide). Ở Việt Nam, hình thức đánh cá bằng hóa chất phổ biến là đánh cá bằng việc rải thuốc trừ sâu xuống các sông, suối để bắt cá.

## Tổng quan
Tập quán đánh cá bằng cyanide bắt đầu từ những năm 1960 tại Philippines, nhằm kịp thời đáp ứng nhu cầu cho thị trường cá cảnh quốc tế. Trong nhiều thập kỷ qua, phần lớn các loại nơi đây được người Philipines đánh bắt rất đơn giản, họ sử dụng các công cụ thô sơ như lưới, bẫy, móc hoặc lặn đêm để có được những loài sinh vật lạ. Tất cả đã thay đổi kể từ khi Cyanide xuất hiện, họ sử dụng triệt để chất cực độc này để khai thác và đẩy nhanh tiến độ phá huỷ rạn san hô. Nó mang lại lợi ích về kinh tế rất nhanh với chi phí đầu tư ít ỏi, kèm theo đó là ảnh hưởng về nhiều mặt của đời sống người dân nơi đây.
Ở Philipines, sodium cyanide, hay còn được gọi là Cuscous, tính chất của Cyanide ảnh hưởng trên các loại sinh vật biển được khám phá vào năm 1958. Cyanide tác động lên hệ thần kinh của các loại các và như một liều thuốc an thần, phục phụ cho việc đánh bắt các loài cá cảnh một cách dễ dàng. Sau khi đánh thuốc mê, các loài cá sẽ bị gây mê và tự hồi phục ngay sau đó. Đây là một ứng dụng hữu ích trong việc thu hoạch từ các ao nuôi hải sản, từ việc khai thác cá măng ở Philipin. Việc sử dụng Cyanide đã trở thành một công cụ và thông lệ khi đánh bắt hải sản thương phẩm tại Philippines. Ở Việt Nam, thuốc mà ngư dân thường dùng để đánh bắt cá mú là cyanide natri, thuốc dạng viên màu trắng, hình tròn, to bằng ngón chân cái người lớn, có mùi hơi khai giống phân urê, các loại hóa chất gây mê này có xuất xứ từ Trung Quốc.

## Phương thức
Đánh cá bằng cyanide là việc rất dễ dàng. Nghiền hai viên cyanide natri vào chai nước có gắn ống phun, lặn xuống rạn san hô, tìm cá rồi phụt chất độc vào mặt nó làm cho con cá bị choáng nhưng không chết, và có thể dễ dàng bắt bằng lưới, thậm chí bằng tay không. Chỉ cần dùng một viên hóa chất to bằng quả bóng bàn là có thể làm mê cá (chết lâm sàng) trong phạm vi từ 6 đến 7m3 nước. Để đánh bắt cá, các ngư dân lặn biển thường trộn hóa chất này với nước thành hỗn hợp rồi xịt vào các rạn san hô, hốc đá làm thủy sản bị say để bắt. Sau khi bắt xong sẽ thả vào bình oxy để làm cá tỉnh lại.
Khi cần đánh bắt cá, người ta nghiền một viên cyanide natri cho vào khoảng 0,75 lít nước. sau khi đến khu vực có cá, người ta thả neo và lặn xuống rạn (khu vực đá ngầm, nơi cá mú trú ngụ). Sau đó sẽ dùng lưới bao quanh trên nóc khu rạn rồi dùng thuốc đã pha đổ vào miệng hang. Hỗn hợp này sẽ làm cho cá chỉ bị choáng nhưng không chết. Lúc đó dùng lưới hoặc thậm chí bằng tay không cũng bắt được cá mú.
Ở vùng nước ngọt, vào thời điểm nước sông rút xuống, những người đánh bắt cá bơi thuyền dọc theo sông tìm luồng nước có tôm, cá. Khi xác định được nơi nhiều tôm, cá sinh sống, họ chỉ việc đổ nguyên chai thuốc trừ sâu xuống sông. Trong vòng ít phút sau đó, tôm, cá trên đoạn sông sẽ bơi dạt vào bờ, nổi lên mặt nước sau đó bơi thuyền, rọi đèn bắt cá, tôm bằng vợt, bỏ vào ghe.
Khi tôm, cá dọc bên bờ sông cạn kiệt, đánh bắt ra giữa lòng sông thì thay vì đổ trực tiếp xuống sông, họ đổ thuốc trừ sâu vào bao tải đựng đầy cát rồi thả xuống sông. Khi bao tải chìm xuống thuốc trừ sâu từ trong bao tải ngấm ra nước dưới đáy sông làm các loài thủy sinh trúng độc dạt vào bờ. Ngoài việc đổ thuốc vào bao cát, đổ trực tiếp, những người đánh bắt cá, tôm bằng thuốc trừ sâu còn dùng một ống nước, nút một đầu lại, đổ thuốc vào ống rồi thọc sâu xuống sông. Khi ống nước chạm đáy, họ rút nút ống ra và như thế, thuốc từ từ thoát ra đáy sông là cá dạt hết vào bờ.

## Hậu quả
Cũng như một bình địa sau trận bom, Cyanide giết chết hầu hết các loài sinh vật ngay lập tức khi sử dụng. Những sinh vật còn sống sót sau đó được vận chuyển để bán lại cho các chợ cá, nhà hàng hải sản, hoặc các cửa hiệu cá cảnh. Hậu quả là việc tích tụ lâu dài của chất độc Cyanide. Khoảng 50% cá loài cá chết ngay khi tiếp xúc với cyanide và 30% sau khi đánh bắt tại mỗi đầu mối kinh doanh. Cũng chính vì hiệu quả tức thời đó nên nhiều ngư dân chuyên nghề lặn đã sử dụng hóa chất để đánh bắt các loại cá lớn và cá giống. Việc lnày làm cho môi trường sinh thái đứng trước nguy cơ bị hủy hoại. Người dân chỉ chọn bắt cá lớn và cá mú giống, còn các loài cá con, nhuyễn thể khác không bị bắt cũng sẽ say thuốc mà chết.
Cyanide natri là một chất cực độc, thuộc bảng A, tồn tại ở dạng muối và chỉ cần 0,12 - 0,2 gam là có thể giết chết một người khỏe mạnh. Ngư dân hiện nay hay sử dụng chất này để bắt cá về làm cá cảnh và thậm chí là chế biến thức ăn. Đây là một việc rất nguy hiểm, vừa hủy hoại môi trường, vừa gây ảnh hưởng nghiêm trọng đến sức khỏe người dân. Nếu sử dụng cyanide natri vào việc bắt cá thì chỉ bắt được khoảng 60% số cá bị đánh thuốc và trong số 60% mang vào được đến bờ thì khoảng 75% là cá chết. Ngoài ra, chất cyanide còn giết chết các thảm san hô và các sinh vật khác ở xung quanh. Người ăn phải những con cá bị nhiễm thuốc sẽ có hiện tượng chóng mặt, nhức đầu, ói mửa và có thể dẫn đến tử vong.

## Ở Việt Nam
Việc đánh bắt cá bằng hóa chất là rất phổ biến ở Việt Nam, một số vụ việc như nhiều người hám lợi đã dùng thuốc trừ sâu đổ xuống lòng sông Đồng Nai để bắt cá, tận diệt tôm, cá trên dòng sông này, mỗi đêm có đến hàng lít thuốc trừ sâu bị một số người đổ xuống sông để bắt cá, tôm dẫn đến nguồn nước cung cấp cho Sài Gòn và Đồng Nai còn bị nhiễm thuốc trừ sâu. Ở Vạn Ninh, thị xã Ninh Hòa và Nha Trang có nhiều người dùng hóa chất đánh bắt cá bằng loại hóa chất "thuốc gây mê" từ Trung Quốc dùng để đánh bắt cá.
Ở Phú Quốc một số ngư dân dùng chất cyanide natri để đánh bắt cá mú, số người làm nghề lặn dùng chất cấm này ngày càng nhiều nhưng việc phát hiện rất khó, do họ chỉ mang theo đủ lượng cần khi đi biển và thường ngụy trang bằng cách đựng thuốc vào chai nước rửa chén, số lớn còn lại thì cất giữ ở nhà. Một vụ việc khác ở miền Bắc, cách đánh cá bằng thuốc trừ sâu, kích điện hiện vẫn lén lút diễn ra ở Bắc Quang, Vị Xuyên khiến môi trường thủy sinh bị hủy hoại, các đối tượng đa phần là người nghèo, nhận thức hạn chế rất khó để ngăn chặn.